# Ômegamart
Omega Mart (estilizado como Ωmega Mart ) é uma instalação de arte interativa criada pela empresa de arte americana Meow Wolf e localizada no complexo AREA15 em Las Vegas . Quem entra na instalação explora um supermercado, de onde pode aceder a vários outros espaços e desvendar uma narrativa. Apresenta contribuições de mais de 300 artistas e designers. Omega Mart é um exemplo de jogo de realidade alternativa . O enredo abrangente e a tradição do Universo Ômega Mart ainda estão sendo resolvidos usando várias pistas (tanto online quanto pistas presentes na loja física).
A Ômega Mart oferece produtos personalizados disponíveis para compra, como Pedaços de mamute, Leite de traça orgânico, Amendoins Salgados Sem Nozes, Gênero Fluido e Negação plausível, uma das três marcas de sabão em pó. As Piñatas dos Sete Pecados Capitais, desenhadas pelo artista Justin Favela, também estão disponíveis para compra. A instalação também conta com um bar secreto, o Datamosh, que serve oito coquetéis especiais.